# Chien de chasse
Pour la constellation, voir Chiens de chasse.
 (décembre 2017).

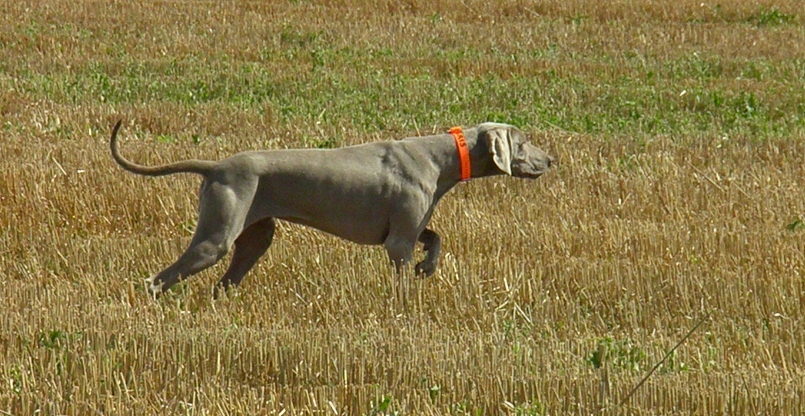
Braque de Weimar Poil court en arrêt.

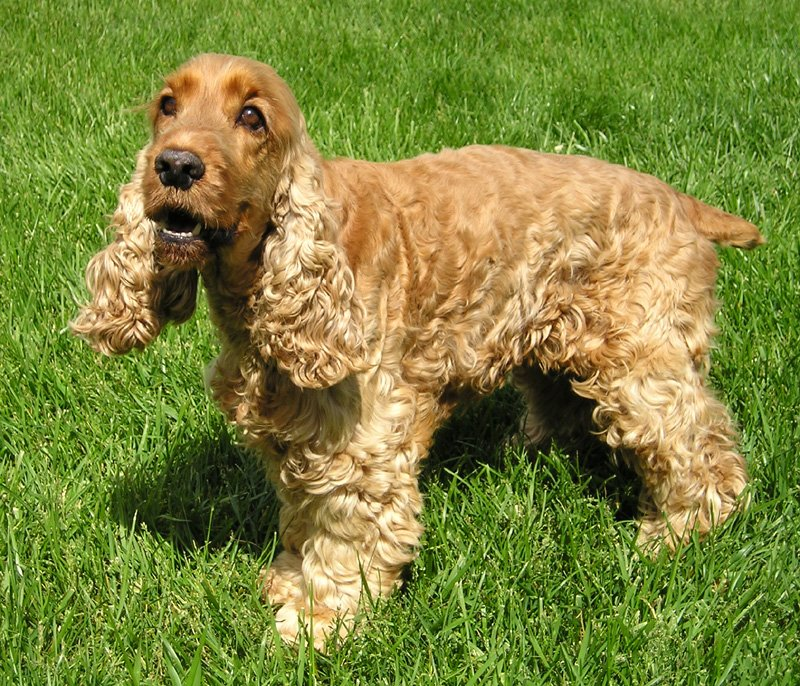
English Cocker Spaniel.

Un chien de chasse est un chien qui possède des capacités naturelles, des aptitudes, pour la chasse et qui, dressé, peut être assigné à divers emplois cynégétiques.
Il existe plusieurs sortes de chiens de chasse, présentés ci-dessous. La classification FCI est précisėe entre parenthèses.

## Les terriers (groupe 3)

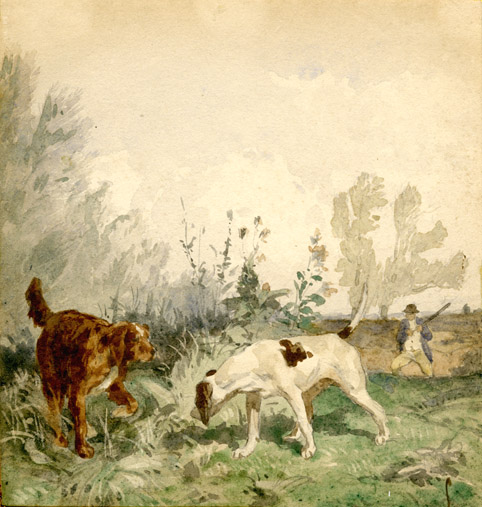
Évariste-Vital Luminais, Chiens de chasse. Pennsylvania Academy of Fine Arts.

Ces chiens, généralement de petite taille, sont destinés à déloger les animaux chassés de leurs terriers, comme les renards.
- Terriers de grande taille (section 1)
  - Terrier de chasse allemand (Deutscher Jagdterrier)
  - Terrier brésilien
  - Airedale Terrier
  - Bedlington Terrier
  - Border Terrier
  - Fox-terrier à poil dur ou lisse
  - Lakeland terrier
  - Manchester terrier
  - Terrier du révérend Russell
  - Welsh terrier
  - Terrier irlandais ; Terrier irlandais Glen of Imaal ; Terrier irlandais à poil doux
  - Terrier Kerry Blue

- Terriers de petite taille (section 2)
  - Terrier australien
  - Cairn Terrier
  - Dandie Dinmont Terrier
  - Norfolk Terrier
  - Norwich Terrier
  - Terrier écossais
  - Sealyham Terrier
  - Skye Terrier
  - West Highland White Terrier plus couramment appelé Westie
  - Terrier Tchèque
  - Terrier tibétain

- Terriers de type bull (section 3)
  - Staffordshire Bull Terrier
  - Bull Terrier miniature
  - Bull Terrier

S'il est inscrit au livre des origines (LOF), le « Staffordshire Bull Terrier » n'est pas un chien de première ou deuxième catégorie.
ATTENTION: seul le Staffordshire Bull Terrier LOF est autorisé à la chasse, le Staffie non LOF est un chien de 1er catégorie, donc interdit de chasse !

## Les teckels (groupe 4)
Les teckels sont des chiens de chasse originaires d'Allemagne. Ils constituent une race unique avec de nombreuses variétés.
Destiné à l'origine au déterrage, le teckel s’est progressivement imposé comme chien de chasse polyvalent. En effet, il obtient
aussi des résultats remarquables comme leveur de gibier ou comme chien de rouge (chien de recherche au sang) et se révèle un excellent pêcheur.
Les différentes variétés sont fonction de croisements de deux caractéristiques principales : taille et longueur du poil.
- Classement selon la taille :
  - teckel standard
  - teckel nain
  - teckel de chasse au lapin
- Classement selon le poil :
  - teckel à poil ras
  - teckel à poil dur
  - teckel à poil long

## Les chiens de type primitif (groupe 5)
Certains chiens de ce groupe sont considérés comme des chiens de chasse.
- Chiens nordiques (sections 1 et 2)
  - Groenlandais ou chien Esquimau
  - Chien d'élan norvégien gris
  - Chien d'élan norvégien noir
  - Chien norvégien de macareux
  - Laïka russo-européen
  - Laïka de Sibérie orientale et Laïka de Sibérie occidentale
  - Chien d'élan suédois
  - Spitz de Norrbotten
  - Spitz finlandais
  - Chien d'ours de Carélie

- Type primitif (section 6) :
  - le Basenji (5/6/043);
  - le Lévrier de Pharaon (5/6/248).

- Chien de chasse de type primitif (section7)
  - le Cirneco de l'Étna (5/7/199) ;
  - le Podenco d'Ibiza ou Chien de garenne des Baléares (5/7/089);
  - le Podengo portugais, Lévrier portugais ou Chien de garenne du Portugal (5/7/094) ;
  - le Podenco canario ou Chien de garenne des Canaries (5/7/329) ;
  - Chien thaïlandais (à crête dorsale).
  - le Cursinu

## Les chiens courants et de recherche au sang (groupe 6)
- Les chiens courants (section 1)
  - Le Chien d'Artois
  - Le Chien de Saint-Hubert
  - Le Bruno du Jura
  - Le basset artésien normand
  - Le Grand Bleu de Gascogne
  - Le poitevin
  - Le français blanc et noir
  - Le français tricolore
  - Les anglo-français

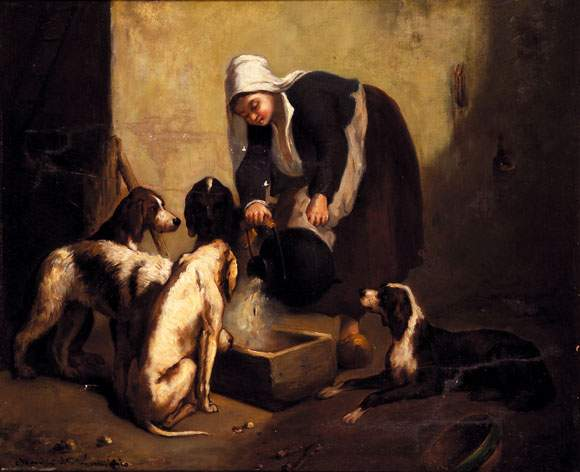
Évariste-Vital Luminais, La soupe des chiens de chasse.

    - L'Anglo-français de petite vénerie
    - Le Grand anglo-français tricolore
    - Le Grand anglo-français blanc et orange
    - Le Grand anglo-français blanc et noir

  - Le billy
  - Le fox-hound
  - Le beagle
  - Le basset fauve de Bretagne
  - Le Basset Hound
  - Le chien courant d'Estonie

- Les chiens de recherche au sang (section 2)
  - Le Chien de rouge du Hanovre
  - Le Chien de rouge de Bavière

## Les chiens d'arrêt (groupe 7)
Les chiens d’arrêt sont utilisés pour trouver et indiquer la présence d'un gibier, puis pour le rapporter une fois abattu.
- Continentaux (section 1)
  - A- Type « Braque »
    - Le Braque français
    - Le Braque d'Auvergne
    - Le Braque de l'Ariège
    - Le Braque du Bourbonnais
    - Le Braque portugais
    - Le Braque italien
    - Le Braque hongrois
    - Le Braque de Weimar
    - Le Braque allemand

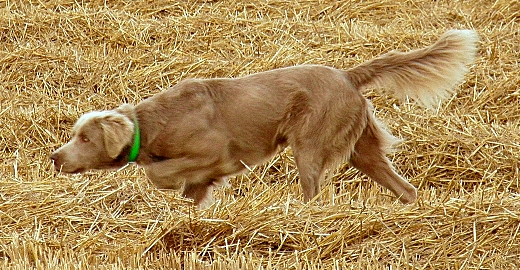
Braque de Weimar Poil Long marquant l’arrêt

    - Le Drahthaar ou Chien d'arrêt allemand à poil dur

  - B- Type « Épagneul »
    - L'Épagneul français
    - L'Épagneul breton
    - L'Épagneul bleu de Picardie
    - L'Épagneul de Pont-Audemer

  - C- Type « Griffon »
    - Le Korthals
    - Le Barbu tchèque
    - Le Griffon italien ou Spinone
    - Le Griffon d'arrêt slovaque

- Îles britanniques (section 2)
  - Le Pointer
  - Les Setters
    - Le Setter anglais
    - Le Setter irlandais
    - Le Setter irlandais rouge et blanc
    - Le Setter Gordon

## Les chiens de rapport ou leveurs de gibier, broussailleurs etchiens d'eau(groupe 8)
- Les rapporteurs de gibiers (section 1)
  - Le Labrador Retriever
  - Le Golden Retriever
  - Le Flat-Coated Retriever
  - Le Curly Coated Retriever
  - Le Retriever de la baie de Chesapeake (Chesapeake Bay Retriever)
  - le Retriever de la Nouvelle-Écosse (Nova Scotia Duck Tolling Retriever]

- Les leveurs de gibier et broussailleurs (section 2)
  - Le American Cocker Spaniel (cocker américain)
  - Le Cocker Spaniel anglais (cocker anglais)
  - Le Field Spaniel
  - Le Springer anglais (English Springer Spaniel)
  - Le Chien d'oysel allemand ou Deutscher Wachtelhund

- Les Chiens d'eau (section 3)
  - Le Chien d'eau américain (American Water Spaniel)
  - Le Chien d'eau irlandais (Irish water spaniel)
  - Le Barbet

## Les Lévriers (groupe 10)
Les Lévriers sont des chiens de chasse dont l'utilisation est interdite en France mais encore autorisée dans d'autres pays (Espagne, Portugal, certains pays de l'Est).
- Les Lévriers à poil long ou frangé (Section 1) :
  - le Lévrier afghan (10/1/228) ;
  - le Barzoï ou Lévrier russe (10/1/193) ;
  - le Lévrier persan, Saluki ou Salouki (10/1/269).

- Les Lévriers à poil dur (Section 2) :
  - l'Irish wolfhound ou lévrier irlandais (10/2/160) ;
  - le Deerhound ou lévrier écossais (10/2/164).

- Les Lévriers à poil court, oreilles couchées ou tombantes (Section 3) :
  - le Lévrier arabe, Sloughi ou lévrier du désert (10/3/188) ;
  - l'Azawakh (10/3/307) ;
  - le Lévrier Galgo (10/3/285) ;
  - le Chart polski ou lévrier polonais (10/3/333) ;
  - le Lévrier greyhound ou lévrier anglais (10/3/158) ;
  - le Lévrier hongrois ou Magyar Agar (10/3/240) ;
  - le Petit lévrier italien ou levrette d'Italie (10/3/200) ;
  - le Lévrier whippet ou Lévrier nain[2] (10/3/162).